# Pump It
"Pump It" é uma canção do grupo norte-americano The Black Eyed Peas que incorporou a versão de Dick Dale na canção "Misirlou" (conhecida por muitos por aparecer na trilha sonora do filme Pulp Fiction, de Quentin Tarantino). "Misirlou" é uma canção folk popular de origem grega, e seu compositor original é Michalis Patrinos, mas Nicholas Roubanis, que se autointitulou compositor da canção quando lançou sua versão jazz, foi reconhecido como compositor de "Pump It." A canção foi lançada como sendo o quarto single (e provavelmente o último) do álbum do grupo, Monkey Business (2005). A canção também foi vinculada a comerciais da Best Buy em 2005 e Vovó... Zona 2, Carros e a propaganda da Pepsi em 2006. Dick Dale, que já era conhecido muldialmente por seus feitos na guitarra, reviveu seu posto após participar da turnê do grupo de 2006, quando tocou "Misirlou" ao vivo na guitarra. O videoclipe também ganhou o prêmio "Video Music Brazil 2006" para Melhor Clipe Internacional.

## Origens
"Eu estava no Brasil comprando alguns CDs," declara o membro do Black Eyed Peas will.i.am. "Eu encontrei essa canção e achei que era só mais uma comum, mas eu consegui transformá-la em algo novo. A canção de Dick Dale, Misirlou, era essa canção. No começo eu estava zangado porque achava que não era o que eu procurava," ele ri. "Mas depois percebi, sim, aquela canção era 'quente'. Então eu disse, 'nós devemos fazer uma canção assim.' Eu então liguei o computador e criei algumas batidas durante minha viagem no trem. Nós tínhamos que voar para Tóquio e eu terminei as batidas no avião. Então eu gravei os vocais nesse parque em Tóquio. E assim havia sido criada a canção 'Pump It'." 

## Faixas
CD Single
1. "Pump It" - Main Version - 3:33
2. "Pump It" - Radio Edit
3. "Pump It" - Instrumental
4. "Don't Lie" - 3:39

## Desempenho nas paradas

### Posições
| Parada musical (2006)                     | Melhor posição |
| ----------------------------------------- | -------------- |
| Argentina - Top 40 Singles                | 1              |
| Bélgica - Top 50 Singles                  | 1              |
| Brasil - Hot 100 Brasil                   | 1              |
| República Tcheca - Parada de Singles IFPI | 3              |

## Créditos
- Composição – William Adams, Allan Pineda, Thomas Van Musser, Stacy Ferguson, Nicholas Roubanis
- Produção, baixo, bateria de programação – will.i.am
- Engenharia – will.i.am, Jason 'ill-aroma' Villaroman, Tal Herzberg
- Mistura – Mark 'SPIKE' Stent
- Vocais – will.i.am, Fergie, Taboo, apl.de.ap